# کریس آگست
کریس آگست (انگلیسی: Chris August؛ زادهٔ ۲۰ مارس ۱۹۸۲) موسیقی‌دان و خواننده-ترانه‌سرا اهل ایالات متحده آمریکا است. 
وی از سال ۲۰۰۴ میلادی تاکنون مشغول فعالیت بوده‌است.
از فیلم‌هایی که وی در آن‌ها نقش داشته‌است، می‌توان به ماجراهای کاملاً جدید لورل و هاردی: برای عشق یا مومیایی اشاره نمود.